# Sveti Bartul
Sveti Bartul – wieś w Chorwacji, w żupanii istryjskiej, w gminie Raša. W 2011 roku liczyła 227 mieszkańców.